# Goldie Hawn

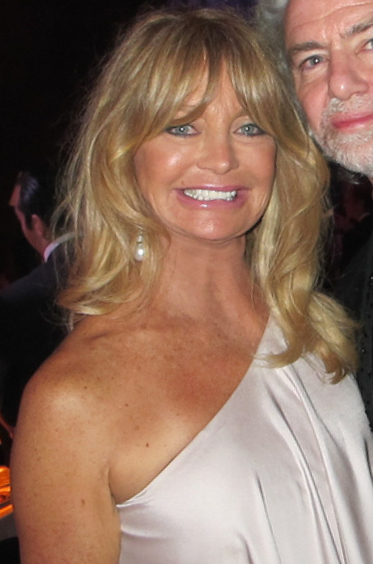
Goldie Hawn (2011)

Goldie Jeanne Hawn (* 21. November 1945 in Washington, D.C.) ist eine US-amerikanische Filmschauspielerin und Filmproduzentin. Vor allem in den 1970er bis 1990er Jahren zählte sie zu den populärsten Hollywoodstars. Für den Film Die Kaktusblüte gewann sie den Oscar und den Golden Globe.

## Familie und Privatleben
Goldie Hawn wurde 1945 in Washington, D.C. als Tochter des Musikers Edward Rutledge Hawn und seiner Frau Laura Steinhoff geboren. Die Vermutung, dass ihr Vater in direkter Linie vom Unterzeichner der Amerikanischen Unabhängigkeitserklärung Edward Rutledge abstammt, wurde 2014 widerlegt; eine Verwandtschaft ist allerdings möglich. Die Eltern ihrer Mutter, Max Steinhoff und Fanny Weiss, wanderten aus Glaubensgründen von Österreich-Ungarn in die USA aus. Hawn hat eine Schwester; beide wurden im jüdischen Glauben erzogen.
Hawn war zweimal verheiratet. 1969 heiratete sie den Regisseur Gus Trikonis; die Ehe wurde 1976 geschieden. Von 1976 bis 1979 war sie mit Bill Hudson verheiratet. Mit ihm hat sie zwei Kinder, Oliver und Kate Hudson, die ebenfalls Schauspieler sind. Mit Kurt Russell, mit dem Hawn seit 1983 liiert ist, hat sie einen 1986 geborenen Sohn, Wyatt Russell.

## Karriere
Goldie Hawn begann 1967/68 als Ensemblemitglied der Fernsehsitcom Good Morning, World. Bald darauf wurde sie mit ihrer Rolle des „dummen Blondchens“, die sie von 1968 bis 1970 in der Sketchreihe Rowan & Martin’s Laugh-In spielte, schlagartig bekannt. In den ausgehenden 1960er Jahren avancierte sie zu einem der ersten sogenannten It-Girls: Sie war als Unterhaltungskünstlerin und Schönheitsideal gleichermaßen bekannt. Diesen Ruf konnte Hawn in vielen populären Filmkomödien festigen.
Ihr Filmdebüt gab sie 1968 unter dem Namen Goldie Jeanne in dem Musical The One and Only, Genuine, Original Family Band mit einer kleinen Rolle als Tänzerin. Ein Jahr später wurde sie an der Seite von Ingrid Bergman und Walter Matthau in Die Kaktusblüte international bekannt; die Rolle der Toni Simmons brachte ihr 1970 den Oscar sowie den Golden Globe Award als Beste Nebendarstellerin ein.

### 1970er Jahre

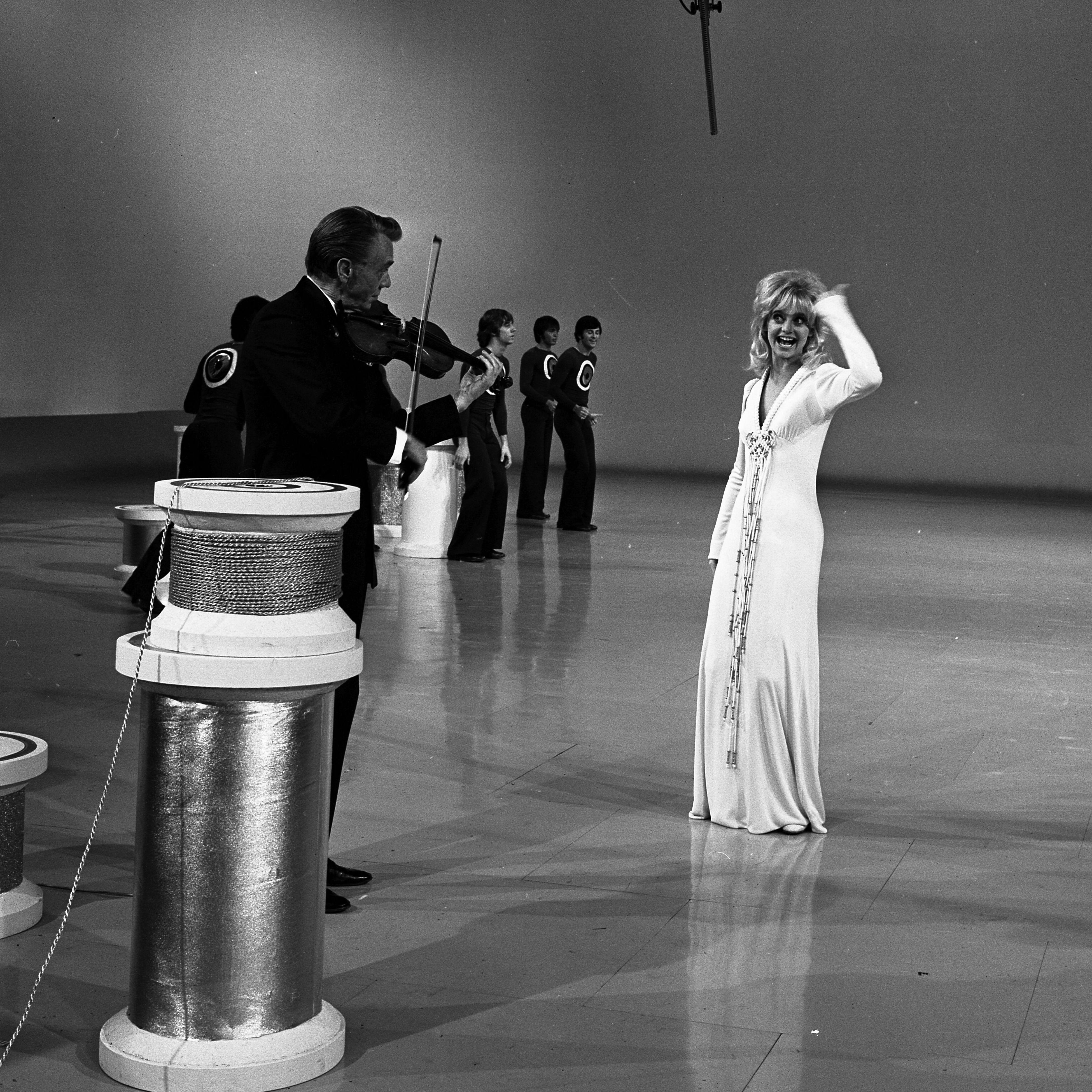
Goldie Hawn mit ihrem Vater Edward bei einer Probe für ein Fernsehspecial (1970)

Neben ihren dramatischen Darbietungen in Das Mädchen von Petrovka und Sugarland Express etablierte sich Hawn fortan vor allem in komödiantischen Unterhaltungsfilmen wie Ein Mädchen in der Suppe, Der Millionenraub, Schmetterlinge sind frei und Shampoo (mit Warren Beatty und Julie Christie). Außerdem trat sie in Fernsehspecials wie Pure Goldie, The Goldie Hawn Special (mit George Burns, Shaun Cassidy und John Ritter) und Goldie and Liza Together (mit ihrer Freundin Liza Minnelli) auf.
Weitere Filme wie Wer schluckt schon gern blaue Bohnen? oder Eine ganz krumme Tour (mit Chevy Chase) waren kommerziell sehr erfolgreich. 1972 versuchte sie sich außerdem kurzzeitig als Sängerin. Die Country-LP Goldie (1972) für Warner floppte allerdings, obwohl prominente Musiker des Genres wie Dolly Parton, Porter Wagoner, Buck Owens oder Don Rich daran mitgearbeiteten hatten.

### 1980er Jahre
Goldie Hawn gründete ihre eigene Produktionsfirma, mit der sie 1980 durch die Komödie Schütze Benjamin (mit Eileen Brennan und Armand Assante) einen großen Hit feierte. Für ihre Leistung in diesem Film wurde Hawn als Beste Hauptdarstellerin ein zweites Mal für den Oscar nominiert, der jedoch an ihre Kollegin Sissy Spacek für deren Rolle in Nashville Lady ging.
Es folgten weitere kommerzielle Erfolge mit Fast wie in alten Zeiten, Zwei dicke Freunde, Swing Shift – Liebe auf Zeit, Protocol – Alles tanzt nach meiner Pfeife, American Wildcats und Overboard – Ein Goldfisch fällt ins Wasser (mit Kurt Russell), die Goldie Hawns internationale Popularität als Filmstar festigten.

### 1990er Jahre

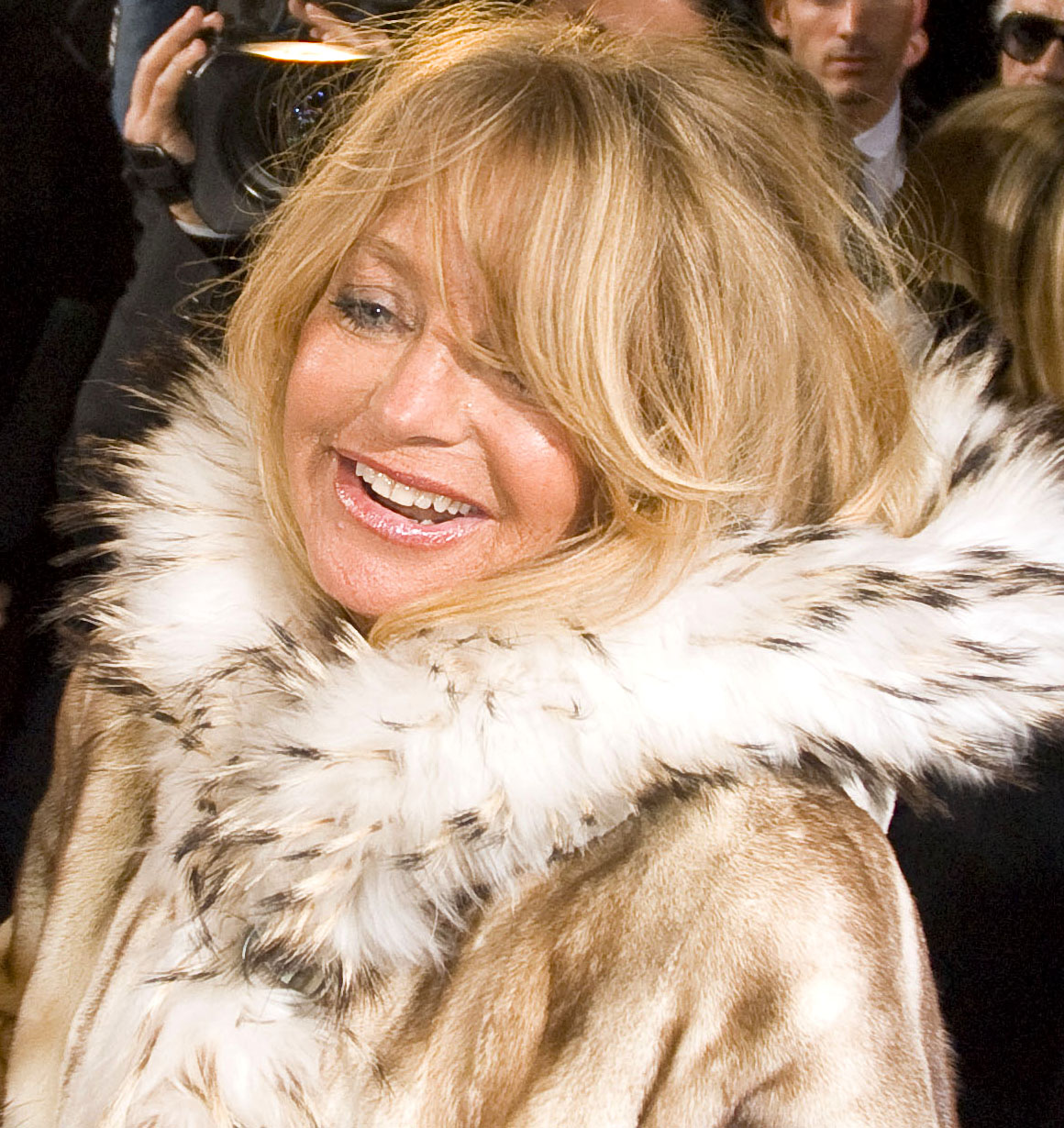
Goldie Hawn, 2008

Nach drei Jahren kehrte Hawn 1990 an der Seite von Mel Gibson in Ein Vogel auf dem Drahtseil auf die Leinwand zurück. Außer bei Getäuscht und Crisscross – Überleben in Key West hielt sie nach wie vor an komödiantischen Filmproduktionen wie Housesitter – Lügen haben schöne Beine (mit Steve Martin), Der Tod steht ihr gut (mit Meryl Streep und Bruce Willis) und Der Club der Teufelinnen (mit Diane Keaton und Bette Midler) fest, die wohlwollende Kritiken ernteten. 1996 trat sie an der Seite von Alan Alda, Drew Barrymore, Julia Roberts und Woody Allen in dessen Musikkomödie Alle sagen: I love you auf.
1997 gehörte Hawn zu den Unterzeichnern eines offenen Briefes an Bundeskanzler Helmut Kohl, der das Verhalten des deutschen Staates gegenüber der Scientology-Sekte mit der Judenverfolgung in der Zeit des Nationalsozialismus verglich. Der Brief wurde in der International Herald Tribune abgedruckt und sorgte in Deutschland für große Empörung.

### Seit 2000
Nach den Misserfolgen von Schlaflos in New York und Stadt, Land, Kuss stieß Hawn erst 2002 wieder auf positive Resonanz, als sie zusammen mit Susan Sarandon in Groupies Forever spielte. Nach einem Auftritt als Gastsprecherin in einer Episode der Zeichentrickfilmserie Phineas und Ferb im Jahr 2013 kehrte sie 2017 neben Amy Schumer und Joan Cusack in Mädelstrip nach anderthalb Jahrzehnten wieder auf die Kinoleinwand zurück. In The Christmas Chronicles spielte sie 2018 eine Nebenrolle als Frau des Weihnachtsmanns, dargestellt von ihrem Lebensgefährten Kurt Russell. Im zweiten Teil des Films spielte sie 2020 dieselbe Rolle, diesmal in der Hauptbesetzung.
Hawn war 2017 Stargast von Richard Lugner beim Wiener Opernball.

### Sonstiges
Hawns deutsche Standardsynchronstimme ist Gudrun Vaupel.
Goldie Hawn spricht auch etwas Deutsch, ihr Großvater war Österreicher.

## Filmografie
Darstellerin
- 1967: Good Morning, World (Fernsehserie)
- 1968: The One and Only, Genuine, Original Family Band
- 1969: Five the Hard Way
- 1969: Die Kaktusblüte (Cactus Flower)
- 1968–1970: Rowan & Martin’s Laugh-In (Fernsehserie)
- 1970: Ein Mädchen in der Suppe (There’s a Girl in My Soup)
- 1971: Der Millionenraub ($ / Dollars)
- 1972: Schmetterlinge sind frei (Butterflies Are Free)
- 1974: Sugarland Express
- 1974: Das Mädchen von Petrovka (The Girl from Petrovka)
- 1975: Shampoo
- 1976: Wer schluckt schon gern blaue Bohnen? (The Duchess and the Dirtwater Fox)
- 1978: Eine ganz krumme Tour (Foul Play)
- 1979: Reise mit Anita (Viaggio con Anita)
- 1980: Schütze Benjamin (Private Benjamin)
- 1980: Fast wie in alten Zeiten (Seems Like Old Times)
- 1982: Zwei dicke Freunde (Best Friends)
- 1984: Swing Shift – Liebe auf Zeit (Swing Shift)
- 1984: Protocol – Alles tanzt nach meiner Pfeife (Protocol)
- 1986: American Wildcats (Wildcats)
- 1987: Overboard – Ein Goldfisch fällt ins Wasser (Overboard)
- 1990: Ein Vogel auf dem Drahtseil (Bird on a Wire)
- 1991: Getäuscht (Deceived)
- 1992: Crisscross – Überleben in Key West
- 1992: Housesitter – Lügen haben schöne Beine (HouseSitter)
- 1992: Der Tod steht ihr gut (Death Becomes Her)
- 1996: Der Club der Teufelinnen (The First Wives Club)
- 1996: Alle sagen: I love you (Everyone Says I Love You)
- 1999: Schlaflos in New York (The Out-of-Towners)
- 2001: Stadt, Land, Kuss (Town & Country)
- 2002: Groupies Forever (The Banger Sisters)
- 2013: Phineas und Ferb, Episode #4.14: Thanks But No Thanks/Troy Story (Sprecherin)
- 2017: Mädelstrip (Snatched)
- 2018: The Christmas Chronicles
- 2020: The Christmas Chronicles: Teil zwei (The Christmas Chronicles: Part Two)

Regie
- 1997: Hope

## Auszeichnungen
Oscar
- 1970: ausgezeichnet als Beste Nebendarstellerin in Die Kaktusblüte
- 1981: nominiert als Beste Hauptdarstellerin in Schütze Benjamin

Golden Globe Award
- 1970: ausgezeichnet als Beste Nebendarstellerin in Die Kaktusblüte
- 1970: nominiert als Beste Nachwuchsdarstellerin in Die Kaktusblüte
- 1973: nominiert als Beste Hauptdarstellerin – Komödie oder Musical in Schmetterlinge sind frei
- 1976: nominiert als Beste Hauptdarstellerin – Komödie oder Musical in Shampoo
- 1977: nominiert als Beste Hauptdarstellerin – Komödie oder Musical in Wer schluckt schon gern blaue Bohnen?
- 1979: nominiert als Beste Hauptdarstellerin – Komödie oder Musical in Eine ganz krumme Tour
- 1981: nominiert als Beste Hauptdarstellerin – Komödie oder Musical in Schütze Benjamin
- 1983: nominiert als Beste Hauptdarstellerin – Komödie oder Musical in Zwei dicke Freunde
- 2003: nominiert als Beste Hauptdarstellerin – Komödie oder Musical in Groupies Forever

Emmy
- 1969: nominiert für Spezielle Individuelle Leistungen im Bereich des Varieté für Rowan & Martin’s Laugh-In
- 1970: nominiert für die Spezielle Klassifikation von Herausragender Sendung und Individueller Leistung für Rowan & Martin’s Laugh-In
- 1980: nominiert für die Herausragende Varieté- oder Musiksendung für Goldie and Liza Together (zusammen mit George Schlatter, Dan Mischer, Fred Ebb und Liza Minnelli)

Goldene Himbeere
- 2002: nominiert als Schlechteste Nebendarstellerin in Stadt, Land, Kuss
- 2018: nominiert als Schlechteste Nebendarstellerin in Mädelstrip

Weitere Auszeichnungen
- 1970: ausgezeichnet mit dem Special David di Donatello Award für Die Kaktusblüte
- 1971: nominiert für den Britischen Filmpreis als Beste Hauptdarstellerin in Die Kaktusblüte und Ein Mädchen in der Suppe
- 1971: nominiert für den Laurel Award für die Beste weibliche komödiantische Darbietung in Ein Mädchen in der Suppe
- 1981: ausgezeichnet mit dem People’s Choice Award als Beliebteste Filmschauspielerin (zusammen mit Jane Fonda)
- 1996: nominiert für den Golden Apple Award als Weiblicher Star des Jahres (zusammen mit Diane Keaton und Bette Midler)
- 1996: ausgezeichnet mit dem National Board of Review Award als Teil des Besten Schauspielensembles in Der Club der Teufelinnen
- 1997: ausgezeichnet mit dem Blockbuster Entertainment Award als Beliebteste Komödien-Darstellerin in Der Club der Teufelinnen
- 1997: nominiert für den Satellite Award als Beste Nebendarstellerin – Komödie oder Musical in Alle sagen: I love you
- 1997: ausgezeichnet mit dem Women in Film Crystal Award
- 1998: ausgezeichnet mit dem Lone Star Film & Television Award als Beste Fernsehregisseurin für Hope
- 1999: ausgezeichnet mit dem Bambi
- 1999: ausgezeichnet als Hasty Pudding Frau des Jahres
- 2003: ausgezeichnet mit dem Hollywood Film Award für das Herausragende Schauspielerische Lebenswerk
- 2005: ausgezeichnet mit der Goldenen Kamera für ihr Lebenswerk
- 2006: ausgezeichnet mit dem AFI Star Award beim U.S. Comedy Arts Festival
- 2008: ausgezeichnet mit dem Rembrandt Honorary Award

## Diskografie (Auszug)
Singles
- 1972: Uncle Pen / Butterfly
- 1997: The First Wives Soundtrack EP (Goldie Hawn mit Bette Midler & Diane Keaton)

Alben
- 1972: Goldie